# Joakim Åhlund
Frans Joakim Åhlund (Stockholm, 9 augustus 1970) is een Zweeds musicus, muziekproducent en videoclipregisseur. Hij is lid van de bands Caesars, Teddybears, Smile and Les Big Byrd. Åhlund regisseerde onder andere de videoclips voor "I'll Be Gone" en "When We Were Winning" van Broder Daniel, "New Noise" van Refused en "Black Mask" van  The (International) Noise Conspiracy. Als muziekproducent werkte hij voor Håkan Hellström; hij produceerde zijn vijfde studioalbum För sent för Edelweiss. 
Åhlund is de oudere broer van Teddybears-bandlid Klas Åhlund, filmproducent Johannes Åhlund en illustrator Anna Åhlund.
- Gemeinsame Normdatei: 135418135
- International Standard Name Identifier: 0000 0000 5583 9349
- MusicBrainz: 9cb74c60-2c90-478a-a867-4c2795a831a8
- Virtual International Authority File: 80171460
- WorldCat: E39PBJbWt9kmWPt7rmrmCTPhHC